# 迪克·格罗特
理查德·莫罗·「迪克」·格罗特（英語：Richard Morrow "Dick" Groat，1930年11月4日—2023年4月27日），美国职业棒球、NBA联盟前职业运动员。他在1952年的NBA选秀中第1轮第3顺位被韦恩堡活塞选中。